# Stephen Marr
Stephen Marr (* 1952 in Maclean, New South Wales, Australien) ist ein australischer Bildhauer. In Produktionen für Film und Fernsehen war er zudem als Artdirector und Szenenbildner tätig.

## Leben und Werk
Stephen Marr wuchs in dem kleinen australischen Küstenort Yamba in New South Wales (NSW) auf. Zwischen 1971 und 1975 erhielt er eine künstlerische Ausbildung in Newcastle, die er mit einem National Art School Diploma abschloss. 1977 entwarf und baute er in der Nähe seines Geburtsorts in Tullimorgan zum ersten Mal ein Haus. Am Technical College von Grafton arbeitete er 1978 als Keramiklehrer. 1979 entwarf und baute er ein zweites Haus in Palmer’s Island, das auch nahe bei seinem Geburtsort gelegen ist; im Jahr darauf gründete er hier eine Töpferei. 1981 verbrachte er hier mit Malerei, Zeichnen und Töpfern. Im Folgejahr zog er nach Sydney, wo er in der Oxford Gallery von Paddington einige seiner Arbeiten ausstellte.
1983 war Stephen Marr als assistierender Artdirector an der Erstellung der Winners Children Series für das australische Fernsehen beteiligt. Er beschäftigte sich 1984 mit Kunstproduktionen für Film und Fernsehen, ein Jahr später übernahm er als Artdirector die künstlerische Leitung in der australischen Seifenoper-Serie Return to Eden. 1986 zeichnete er für das Szenenbild des australischen Films Young Einstein verantwortlich; im folgenden Jahr war er freiberuflich in anderen Produktionen als Szenenbildner tätig. Marr betrieb von 1988 bis 1991 die Kunsteinrichtung Machine Age für Film- und Produktionsdesign in den Vereinigten Staaten und in Australien. In den Vereinigten Staaten führte er 1991 Regie in Fernsehwerbespots, zwischen 1992 und 2003 auch international.
In den 1990er Jahren entwarf und baute er ein drittes Haus, diesmal am Newport Beach von Sydney. Hier in Newport zeigte der Künstler einige seiner Bilder und Skulpturen in seiner ersten Einzelausstellung. Weitere Einzelausstellungen folgten in Manly, so 2003 in der Raglan Gallery und 2004 in der Gallery Oceanic Phantascope. Auch die Wallspace Gallery von Surry Hills widmete ihm Einzelausstellungen mit den Titeln Listening to Cicadas (2006) und On a Wing and a Prayer (2007).
2008 nahm Marr mit The Drifter zum ersten Mal an der weltweit größten Skulpturenausstellung im Freien mit dem Titel Sculpture by the Sea in Sydney teil. Im Folgejahr zeigte er hier sein Werk The Crossroads. Bei dieser jährlich in Sydney stattfindenden Veranstaltung war er zudem 2011 mit The Golden Buddha’s Seaside Holiday, 2012 mit The Optimist, 2014 mit That Tranquil Moment und 2017 mit Under One Sky wieder vertreten, ebenso bei den auf das Festival folgenden Ausstellungen Sculpture Inside in Cottesloe (Stadtteil von Perth in Western Australia). Andere seiner Arbeiten trugen Titel wie 
- Singing All The Way To The sea[9]
- Spirits[9]
- The Jury[9]
- A New Morning[9]
- The Herald[9]
- Sanctuary[9]
- Finger to Adversity[10]
- Joy Ride[10]
- Priorities[10]
- Thinking It Up[10]
- You! Yes, You[10]
- Practising the Art of Smiling While Putting Fear Behind Me[10]

Stephen Marrs versucht mit seiner figurativen Bildhauerei „ein Gefühl von Präsenz und Charakter zu erzeugen“. Wiederkehrende Motive sind Menschen, Vögel und Wolken und die symbolischen Freiheiten, die sie verkörpern. Viele seiner Arbeiten sind multimedial konzipiert, in denen er zum Beispiel Schnitzerei mit Ölmalerei kombiniert oder in denen er Gemälde von zwei auf drei Dimensionen erweitert.
Seine Figurengruppe Under One Sky sieht Marr als „eine Verschmelzung von Malerei, Bildhauerei und Geschichtenerzählen. In dieser Ära des globalen Konflikts habe ich ein Werk des guten Willens geschaffen. Zwei Menschen begrüßen sich in einer Umarmung, die Rasse, Glaubensbekenntnis und Nationalität überbrückt.“

## Auszeichnungen (Auswahl)
Stephen Marr erhielt folgende Auszeichnungen:
- 2012 – Glover Prize, Tasmanien (TAS)
- 2011 – Waterhouse Natural History Art Prize, South Australian Museum, Adelaide, South Australia (SA; in der engeren Wahl, mit lobender Erwähnung [highly commended]); Glover Prize, TAS; Hobart City Art Prize, TAS
- 2010 – Kedumba Drawing Prize, NSW (by invitation); Glover Prize, TAS
- 2009 – Paddington Art Prize, NSW; Glover Prize, TAS
- 2008 – Fleurieu Art Prize, SA; Glover Prize, TAS
- 2007 – Willoughby Art Prize, NSW (Finalist mit The Case Of The Homesick Cocky); Paddington Art Prize, NSW (Sieger); King’s School Art Prize, NSW (Sieger); Waterhouse Natural History Art Prize, South Australian Museum, SA (in der engeren Wahl, mit lobender Erwähnung)
- 2006 – Doug Moran National Portrait Prize, Mitchell Library, Teil der State Library of New South Wales, Sydney, NSW (in der engeren Wahl)
- 2005 – Archibald Prize Salon des Refusés, Art Gallery of New South Wales, Sydney, NSW (Finalist)